# Caso de las niñas desaparecidas de Aguilar de Campoo
El caso de las niñas desaparecidas de Aguilar de Campoo se refiere a Virginia Guerrero Espejo y Manuela Torres Bouggefa, quienes desaparecieron el 23 de abril de 1992 en Reinosa, España. Guerrero, entonces de 14 años, y Torres, de 13, fueron vistas por última vez haciendo autostop en Reinosa (Cantabria) para regresar hasta su pueblo Aguilar de Campoo (Palencia), localidades separadas a 32 km de distancia. El caso continua sin resolver y los cuerpos de las adolescentes nunca fueron encontrados. Por su similitud, el caso a menudo es relacionado con el Crimen de Alcácer, que recibió meses después mucha más atención de los medios de comunicación tras el hallazgo de los cuerpos, por lo que también es conocido como el Caso Alcàsser de Palencia.

## Antecedentes
Manuela Torres nació en Aix-en-Provence, Francia, de una madre parisina de origen argelino, Karima Bougeffa, y José Torres, quién era de Málaga con ascendencia gitana. Ella y su madre se habían mudado recientemente a España, a Aguilar de Campoo, donde vivían algunos familiares maternos, después de que sus padres se separaron. Allí se hizo buena amiga de Virginia Guerrero, natural de Aguilar de Campoo. Manuela era hija única y Virginia tenía tres hermanos, uno de los cuales años más tarde profesaría como sacerdote.

## Desaparición
En la tarde del 23 de abril de 1992, Virginia había pedido dinero a su madre, Trinidad Espejo Muñoz, para supuestamente comprar una tarta para una fiesta de cumpleaños a la que la habían invitado. Sin embargo, Virginia se reunió con su amiga Manuela y las dos chicas tomaron un tren a Reinosa (una localidad a 30 kilómetros al norte de Aguilar de Campoo) para ir a una discoteca, a escondidas de sus familias. En palabras de Emilio Guerrero, hermano de Virginia, una "chiquillada propia de adolescentes". Una tercera amiga a la que propusieron unirse a la escapada, llamada Alicia, prefirió quedarse en casa. Se cree que cuando salieron del local, estando cerca de una fábrica de galletas en Reinosa  
y siendo en torno a las 21:00 horas, decidieron regresar a casa haciendo autostop al descubrir que ningún tren pasaba ya. La última persona que vio a las chicas fue una mujer de Aguilar de Campoo, que regresaba a casa desde Reinosa en su automóvil y que afirmó haber visto de pasada a las jóvenes subir a un coche Seat 127 blanco o color crema con matrícula de Valladolid  en las afueras de la calle principal de Reinosa.

## Investigación
La testigo de aquel instante, Esperanza L., recuerda cómo fue el momento en el que las niñas subieron al vehículo. "Venía con mi sobrina y vi a dos niñas haciendo autostop. Seguimos y vimos cómo paró un coche y nos quedamos mirando, por la curiosidad y la preocupación de saber a dónde iban las chicas. Iban a Aguilar, entiendo por eso que el chico era un desconocido. Una entró delante y otra atrás", explicó. El anuncio de la desaparición de las dos niñas provocó innumerables llamadas de personas que aseguraban haberlas visto en una y otra parte del país, incluso en Francia, donde la Interpol abrió algunas líneas de investigación que no dieron resultado para resolver el caso.
El padre de Torres residía en Marsella trabajando como guardia de seguridad en un centro comercial, pero ninguna conexión se encontró con la desaparición de su hija.En el programa televisivo Gabinete de Investigación emitido el 6 de marzo de 2022 en Castilla y León Televisión, la criminóloga y abogada del caso Doña Carmen Bafalgón informó que durante la búsqueda se rastrearon numerosas torcas y pozos de la zona, pero que debido a la peligrosidad que ello conllevaba hubo que dejar de hacerlo.

## Hechos relacionados
- El 9 de octubre de 1994, dos bolsas que contenían huesos humanos fueron encontradas en el campo cerca de la presa de Requejada (unos cuantos kilómetros al noroeste de Aguilar de Campoo), pero las investigaciones forenses descartaron toda posibilidad de que pudieran pertenecer a las jóvenes: se trataba de víctimas desconocidas de la Guerra civil española, que se desarrolló entre 1936 y 1939.

- En la primavera de 1997, una chica ex okupa de Madrid afirmó haberlas visto, bien y con aspecto punkie, acompañadas de un chico. Se investigó en el ambiente okupa madrileño, sin resultados.

- Dos cráneos encontrados en 2001 fueron conectados con el caso por los medios de comunicación hasta que se determinó que también pertenecían a víctimas de la Guerra Civil.[3]

- En 2018, una mandíbula humana encontrada en un embalse en Cantabria tampoco resultó pertenecer a ninguna de las desaparecidas.[10]Al conocer esta noticia, el hermano de Virginia, Emilio, lamentó en declaraciones a 'El Diario Montañés' el trato que dio la prensa sobre el hallazgo al adelantarse a los informes toxicológicos e infundir miedo: "Hemos pasado un calvario sin ninguna necesidad".[4]

- En 2021, a través de un programa de televisión dedicado a crímenes sin resolver y desaparecidos, se obtuvo una nueva pista tras la llamada de una nueva testigo que afirmó que un año antes de la desaparición de Manuela y Virginia, ella, junto con otra amiga, sufrieron una circunstancia idéntica a la de las niñas de Aguilar. Puesto en conocimiento de la autoridad policial, el Juzgado de 1ª Instancia e Instrucción de Cervera de Pisuerga dictó un auto con fecha 21 de junio decretando la reapertura de las acciones judiciales.[11]

- En marzo de 2022 en el programa Gabinete de Investigación de Castilla y León Televisión, la abogada del caso informó que la causa estaba bajo secreto de sumario.[5]

- En junio de 2022 el juzgado decidió archivar provisionalmente las actuaciones emprendidas al reabrirse el caso. En concreto, se habían abierto tres líneas de investigación sobre otros tantos individuos. Uno fue exculpado, pero los abogados de las familias pidieron que se actuara sobre los otros dos. El individuo identificado por la testigo que sufrió una tentativa de secuestro similar declaró que su Seat 127 era marrón y el otro que estaba en Estados Unidos en abril de 1992, pero la investigación realizada ahora demuestra que en esa época no tenía pasaporte.[12] También se reclamó que se investigara la mina Fontoria, donde varias llamadas anónimas señalaron que se encontraban los cuerpos de las menores.[13]
- En enero de 2024, los representantes legales de las familias de las niñas  presentaron la demanda de desaparición ante el Tribunal de Derechos Humanos de Estrasburgo, después de que el Tribunal Constitucional rechazara una nueva apertura de la causa.[14] La investigación había sido reabierta 2 años atrás por el Juzgado de Primera Instancia e Instrucción número 2 de Cervera de Pisuerga, a raíz de la  denuncia de una mujer en un programa de televisión.[14] Sin embargo, tras diferentes pesquisas la causa se volvió a cerrar meses después.[14]